# Argiope
Argiope, аргіопа — рід павуків з родини колопрядів. До нього належить понад 80 видів павуків. Великі, яскраво забарвлені самиці більші в декілька разів за дрібних самців. Живляться великими комахами, яких ловлять у великі колоподібні павутинні сітки з характерним павутинним візерунком (стабіліментом). Отрута слабка, для людини безпечні. Дрібні самці мають один з найскладніше побудованих кінцевих фрагментів педипальп серед павуків, який використовують для запліднення самиць. Статева поведінка складна, описано декілька її стратегій у павуків обох статей. Розповсюдженим, хоч і необов'язковим явищем є поїдання самицею самця після копуляції. Поширені на всіх континентах окрім Антарктиди, найбільше видів відомо з Південно-Східної Азії.
Назва роду походить від давньогрецького імені німфи, що означає «срібне обличчя».

## Опис

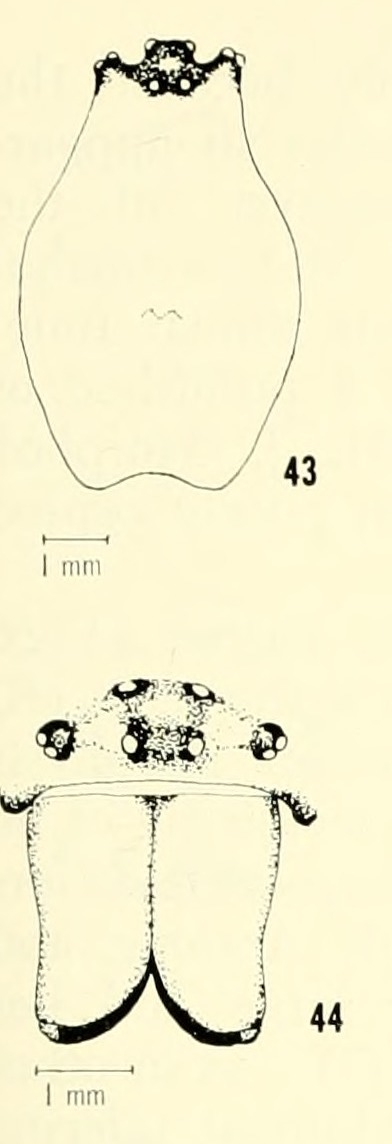
Головогруди самиці A. aurantia з характерним для роду розташуванням очей

Самиці досить великі павуки з довжиною тіла до 3 см. Характерним для роду є розташування очей: задня пара очей знаходиться не на одній лінії з задніми бічними очима, як у більшості інших колопрядів, а віднесена назад (англ. procurved eyes). На відміну від інших родів підродини Argiopinae відстань між задніми очима менша, ніж між кожним з них та задніми бічними очима.
Головогруди самиць зазвичай вкриті білувато-сріблястими волосками. Передня головна частина головогрудей значно вужча за задню грудну частину. Хеліцери невеликі. Кінцівки звичайно довгі та тонкі, смугасті, з темними і світлими перепасками. Перша та друга пари ніг найдовші, приблизно однакові, четверта пара коротша, третя — найкоротша.
Черевце часто забарвлене яскраво, є чорні, білі, жовті, помаранчеві смужки і плями. Нижня (вентральна) поверхня зазвичай має дві поздовжні світлі смуги на чорному тлі, між якими розташовані білі чи жовті плями. За формою буває овальне, вдвічі довше за ширину, щитоподібне, п'ятикутне. У багатьох видів на черевці є вирости або бічні лопаті, у деяких видовжений кінець черевця. Павутинні бородавки звичайні.
Явно виражений статевий диморфізм: самці в 4-5 разів дрібніші за самиць, головогруди часто голі, хеліцери ще дрібніші ніж у самиць. Кінцевий фрагмент педипальпи самців, емболій, має вкрай складну будову, що пов'язують зі складною поведінкою самця при заплідненні.

## Ловильна сітка
Ловильна павутина є типовою для павуків-колопрядів: спіральна нитка, накручена на радіальні опорні нитки. Павутиння вертикальне або під невеликим кутом до вертикальної осі.
Павутина має потовщене плетиво з багатьох ниток біля центру — стабілімент. Таких потовщень, які відходять від центру може бути два, три, чотири або більше, що є видовою ознакою. Стабілімент може бути вертикальним, коловим плетенням біля центру павутини, у вигляді Х-подібного хреста. Павуки останнього типу часто мають місцеву назву «павук святого Андрія» (англ. St. Andrew spider), через схожість павутини зі стабіліментом на андріївський прапор. Смуги або кола формуються зигзагом широкої павутинної стрічки.
Функція стабіліменту є неясною попри численні дослідження. Основні гіпотези: відлякування хижаків, приваблення комах, маскування павука тощо.
В одному з досліджень показано, що хрестоподібний стабілімент краще приваблює комах, оскільки відповідає властивостям їхнього зору. Дослідники вважають, що еволюційно первинною була лінійна форма стабіліменту, з якої в низки азійських та австралійських аргіоп розвинулася більш вигідна хрестоподібна структура.

## Спосіб життя і поведінка
Павутиння розкидають у різноманітних просторих місцях, між деревами у лісі, на луках. Аргіопи не будують укриття біля павутини, а зазвичай сидять у її центрі, очікуючи на здобич. При потраплянні комахи в павутиння павук біжить до неї, спрямовує до неї кінець черевця, випускаючи струмені павутини з павутинних бородавок на жертву, а потім, швидко обертаючи її, замотує в щільний кокон. Більших комах, зокрема метеликів, що здатні звільнитися з павутиння, павук спочатку кусає, вводячи отруту, яка паралізує Описано також низку випадків потрапляння в павутину самиць A. submaronica дрібних кажанів.

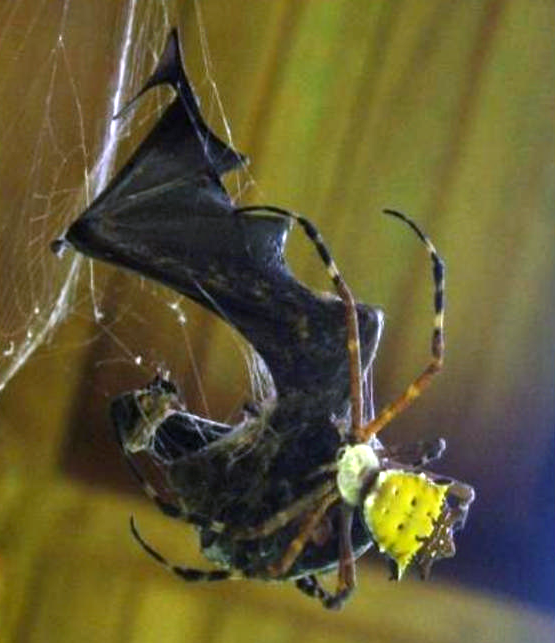
Самиця A. submaronica поїдає кажана Rhynchonycteris naso

Деякі види при тривозі швидко рухаються на павутині, стаючи невидимими для хижака. Інші падають на землю та їхнє черевце з нижнього боку темніє внаслідок скорочення особливих клітин.
Добре вивчено біологію та поведінку європейських та північноамериканських видів. Біологію низки видів з Південно-Східної Азії, Нової Гвінеї та Центральної Америки описано завдяки дослідженням Майкла й Барбари Робінсонів, які вивчали павуків роду в природних умовах у 1970-х роках.

### Парування

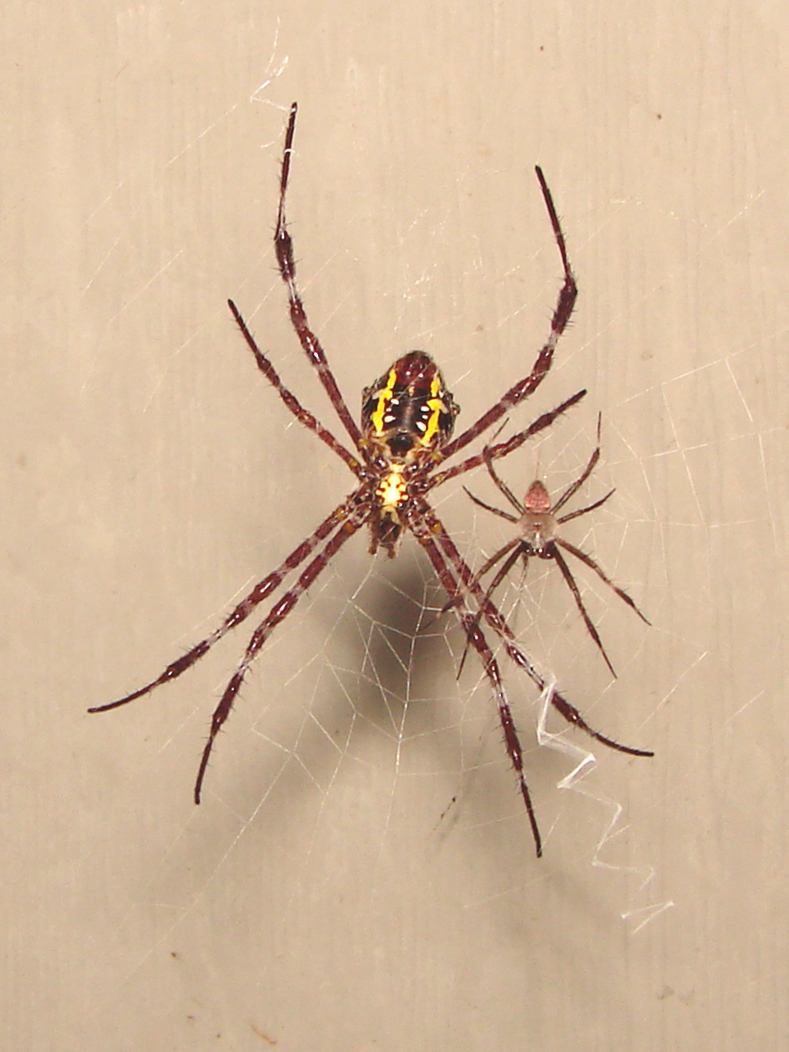
Самиця й дрібний самець A. appensa

Для парування самець приходить до ловильної сітки самиці й копуляція може відбуватися на самій сітці або на спеціальному парувальному павутинні. В обох випадках дрібний самець потребує співпраці з боку великої самиці. Досліджені види роду використовують або один, або інший спосіб парування, й лише для A. trifasciata показана можливість обох способів.
При паруванні самиця часто з'їдає самця. У деяких видів самці здійснюють автотомію: ламають останній членик педипальп при копуляції. Уламок педипальпи, емболій, іноді з додатковими члениками, закорковує статевий отвір самиці. Оскільки жіночі статеві органи павука парні, то самець може «закоркувати» обома своїми педипальпами обидва отвори однієї (моногінія), або залишити по одному членику в двох самиць (бігінія). Частина видів роду є виключно моно- або бігінними. Зокрема самці A. keyserlingi завжди паруються лише з однією самицею. Натомість самці аргіопи тигрової здатні паруватися як з однією, так і з двома самицями.
Самці більшості видів гинуть після першої або другої копуляції. Навіть при відсутності атаки збоку самиці в самця спостерігається «спонтанна смерть» (вперше описана в A. aurantia): серце зупиняє рух гемолімфи через декілька хвилин після початку копуляції, педипальпи залишаються в статевому отворі самиці.

## Отрута
Аргіопи мають відносно слабку отруту, яка не вбиває комах, а лише паралізує їх, блокуючи нервово-м'язову передачу сигналів.
Отрута аргіоп містить поліаміни аргіопін, аргіопініни і псевдоаргіопініни. Вперше аргіопін був виділений з отрути Argiope lobata у 1986 році. Це ацилполіамін, який містить залишки аспарагіну, аргініну, 2,4-діоксифенілоцтової кислоти та поліаміну. Аргіопін, аргіопініни і псевдоаргіопініни є блокаторами глутаматних рецепторів. Аргіопін у концентрації 0,01-1 мікромоль/л блокує глутаматні рецептори комах і каїнатні рецептори та АМРА-рецептори хребетних тварин, інші поліаміни з отрути аргіоп мають меншу афінність до цих рецепторів.
Також отрута аргіоп містить протеази, фосфоліпази, сфінгомієліназу, аглютиніни, які здатні руйнувати клітини організму комах. Для людини небезпеки не являє, укус викликає лише місцеву реакцію, може бути порівняний з укусом бджоли.
Детально досліджено отруту лише низки видів, зокрема A. amoena, A. aurantia, A. bruennichi, A. trifasciata, A. lobata, A. minuta.

Хімічна будова аргіопіну

## Розповсюдження
Поширені на усіх континентах, окрім Антарктиди. Головний центр різноманіття знаходиться у Південно-Східній Азії та прилеглих островах Океанії, включно з Новою Гвінеєю, де зустрічається близько 50 видів. 15 видів відомі з Австралії. В Південній та Північній Америці зустрічається 10 видів. 11 видів живуть в Африці та на прилеглих островах (Занзібар, Кабо-Верде, Мадагаскар).
В Європі поширені 3 види: Argiope trifasciata, Argiope bruennichi, Argiope lobata, причому останні два зустрічаються в Україні. 1 вид відомий з Середньої Азії. Павук Argiope trifasciata поширився всесвітньо, а Argiope bruennichi і Argiope lobata розповсюджені по всьому Старому світі.

## Таксономія та різноманіття
Рід Argiope запропонований 1826 року французьким натуралістом Жаном Віктором Одуеном в його праці, присвяченій фауні Єгипту. Типовим видом є Argiope lobata. В первинній публікації Одуен використав як написання Argiope, так і Argyope, що призвело до тривалого використання арахнологами обох варіантів, допоки Міжнародна комісія із зоологічної номенклатури 1975 року не затвердила остаточну назву Argiope.
Рід налічує 85 видів та три підвиди згідно з каталогом Платніка станом на грудень 2018 року. Разом з тим видовий статус кількох популяцій Argiope є предметом дискусій, тому деякі автори виділяють понад 85 видів. Впродовж 2000-2018 років було описано 9 нових видів роду, з Південної Америки та Індокитаю, а вид A. carvalhoi було переописано та перенесено з роду Mecynogea.
Рід розділяють на 7 груп:
- група A. ocula
- група A. aemula (також A. catenulata)
- група A. reinwardti (також A. caesarea)
- група A. amoena (можливо також A. aurantia, A. bruennichi)
- група A. trifasciata (також A. blanda, A. argentata, A. protensa та інші)
- група A. anasuja (також A. mascordi, A. keyserlingi, A. minuta та інші)
- група A. aetherea (також A. appensa, A. picta, A. pulchella, A. versicolor та інші)

A. lobata не віднесена до жодної з цих груп.